# Василево (община)
Васи́лево (макед. Општина Василево) — община в Северной Македонии. Расположена на юго-востоке страны. Население составляет 12 122 человека (2002 год).
Административный центр — село Василево.
Площадь территории общины 230,4 км².
Кроме Василева в состав общины входят ещё 17 сёл: Ангелци, Варварица, Висока-Маала, Владевци, Градошорци, Доброшинци, Дукатино, Едрениково, Кушкулия, Нивичино, Нова-Маала, Пиперево, Радичево, Седларци, Сушево, Трибичино и Чанаклия.
Граничит с общинами Северной Македонии:
- на западе — с общиной Конче;
- на северо-западе — с общиной Радовиш;
- на северо-востоке — с общиной Берово;
- на юго-востоке — с общиной Босилово;
- на юге — с общиной Струмица.